# Koningskokosnoot

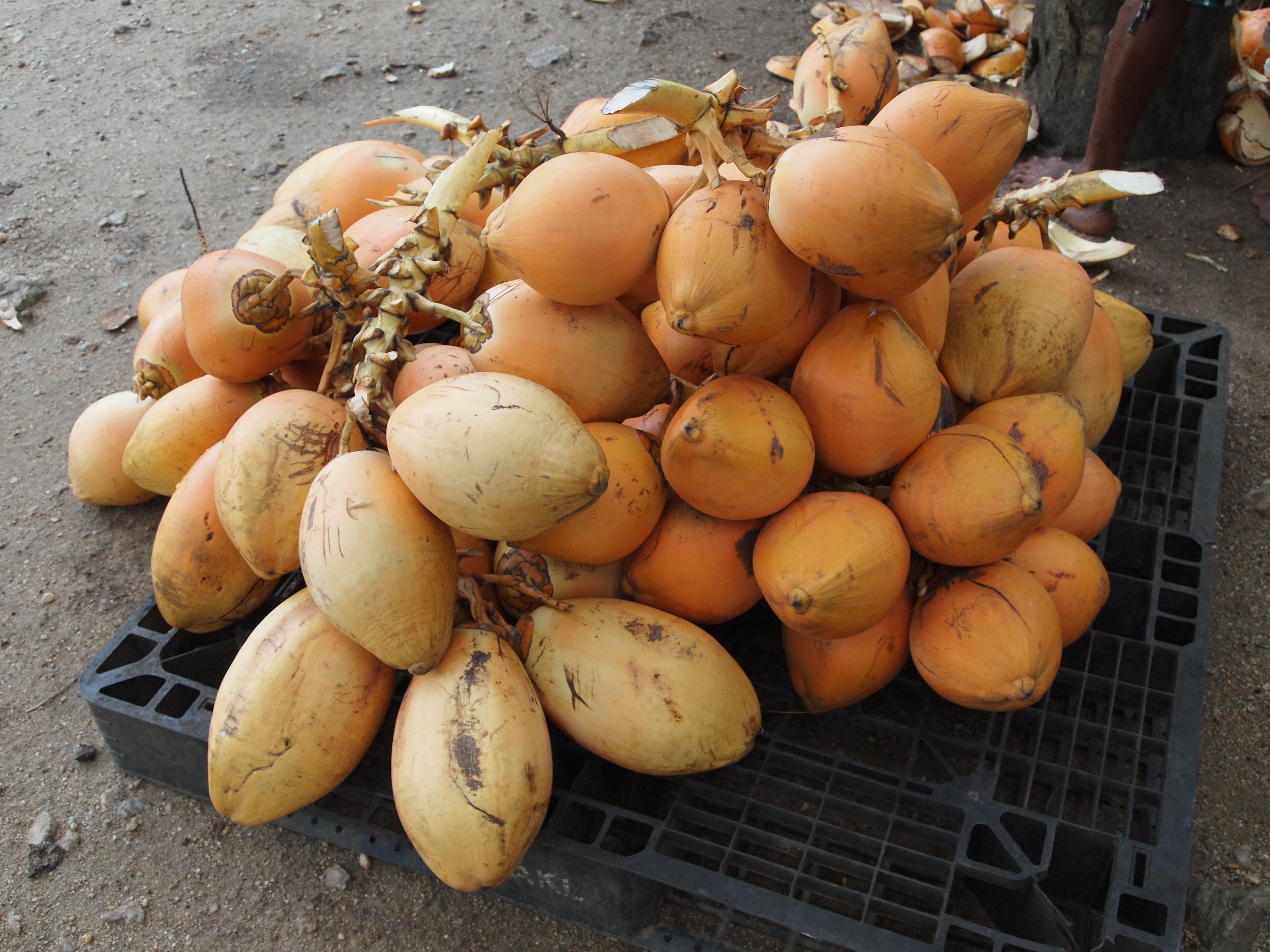
De konings kokosnoot.

De koningskokosnoot (Cocos nucifera subsp.) is een variëteit van de kokosnoot, afkomstig uit Sri Lanka waar het bekend staat als Thembili. Zoeter dan gewone kokosnoten, zijn er verschillende sub-variëteiten, waarvan de meest voorkomende de "rode dwerg" is (kaha thambili, meestal aangeduid als gon thambili). De andere soort is liep thambili, een kleinere variant met ongeveer veertig noten in een tros. De koningskokospalm is korter dan andere kokospalmen en groeit meestal in het wild in veel gebieden van het land.
Het koningskokosnootwater wordt gebruikt in de ayurveda. Een van de meest voorkomende toepassingen is een mengsel van aralupoeder (myrobalans) toegevoegd aan het water van een koningskokosnoot. Dit Aralu-brouwsel beschikt volgens de Sri Lankaanse ayurvedische beoefenaars (ook bekend als Veda mahattayas) de vereiste eigenschappen om "de lichaamswarmte te verdrijven" en geeft daardoor een verfrissend gevoel.
Het kokoswater bevat vrij veel mineralen, wat koolhydraten, vetten, calcium, vitamine C, fosfor, ijzer en een kleine hoeveelheid eiwitten. De elektrolytische balans van het mengsel maakt het tot een geschikte drank voor degenen die door de hitte bevangen zijn of maagklachten of cholera hebben. In tegenstelling tot het water dat in Sri Lanka uit bronnen wordt betrokken, is dit water gegarandeerd vrij van ziektekiemen.
Sri Lanka exporteert nu verpakt koningskokosnootwater.